# Thexder
Thexder (テグザー?, Teguzā) è un videogioco d'azione sviluppato da Game Arts e pubblicato nel 1985 per PC-88. Convertito successivamente per numerose piattaforme, il videogioco ha ricevuto un seguito dal titolo Fire Hawk: Thexder - The Second Contact (テグザー2 ファイアーホーク?).
Nel 1995 Sierra On-Line ha pubblicato un remake del gioco per Windows 95. Square Enix ha prodotto un altro remake dal titolo Thexder Neo per PlayStation 3 e PlayStation Portable.